# 拉萨三大寺
拉萨三大寺指位于拉萨的三座格鲁派大寺院：
- 甘丹寺
- 哲蚌寺
- 色拉寺

三大寺过去在西藏政教史上，有举足轻重的影响，但随着1959年藏区暴动，三大寺迅速衰败，影响随着减弱，文革期间遭严重破坏，有的几乎被夷为平地。以达赖为代表的藏族流亡人士，在印度卡纳塔克邦建起了与拉萨三大寺同名的三座大寺。
如果再加上日喀則的扎什伦布寺，則合稱西藏格魯派四大寺。若再加上甘南的拉卜楞寺、青海的塔尔寺，則合稱格鲁派六大寺院。